# Андріївка (Олександрійський район)

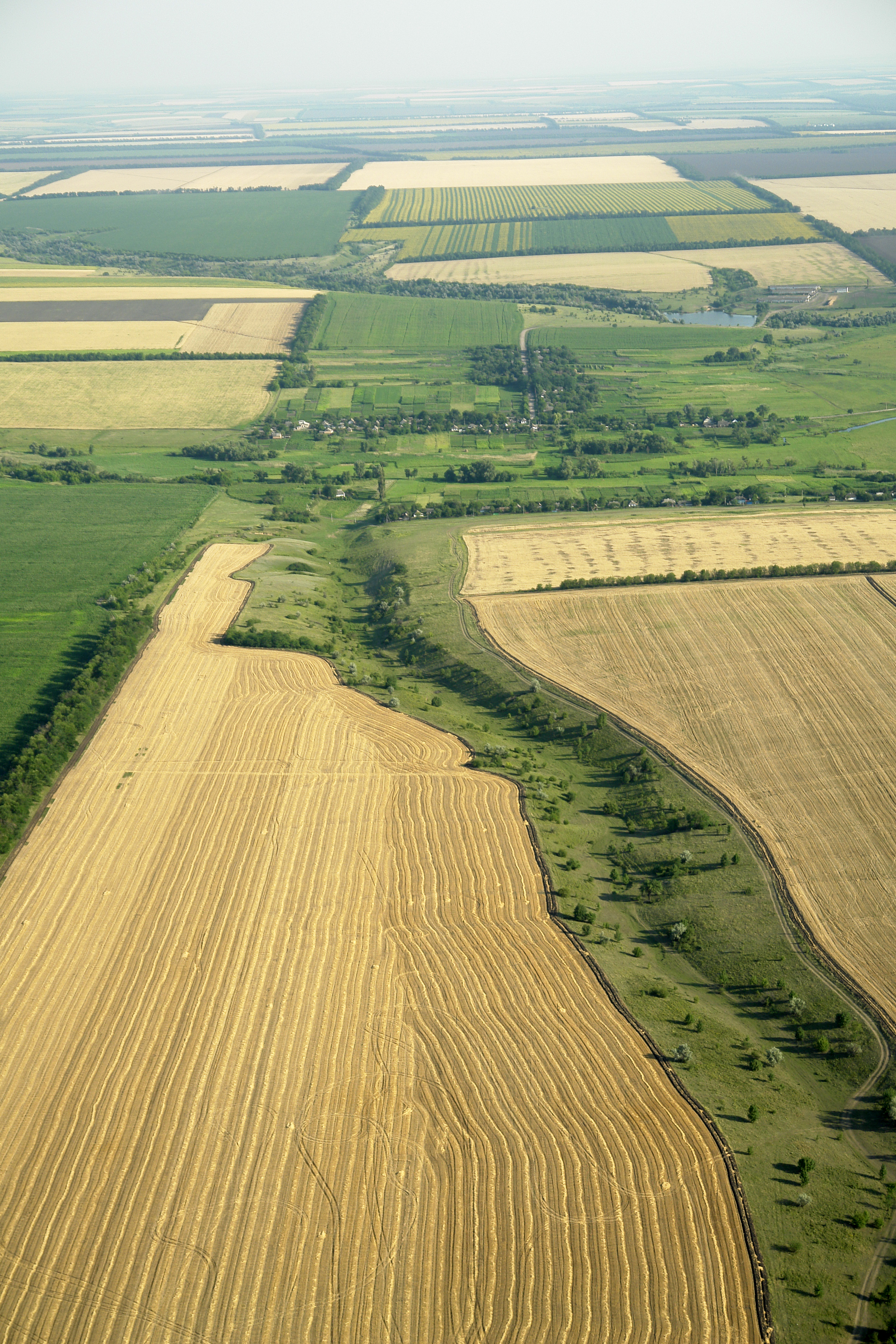
Вид на село

Андрі́ївка — село в Україні, у Приютівській селищній громаді Олександрійського району Кіровоградської області. Населення становить 429 осіб. Колишній центр Андріївської сільської ради.

## Історичні відомості
Засноване село в середині XVIII ст. переселенцями з Полтавської губернії.
Радянську владу встановлено у січні 1918 року.
В роки Другої світової війни 98 жителів Андріївки боролися проти німецько-фашистських загарбників на фронті, 44 з них загинули, понад 50 удостоєні бойових нагород.

## Населення
Згідно з переписом УРСР 1989 року чисельність наявного населення села становила 432 особи, з яких 200 чоловіків та 232 жінки.
За переписом населення України 2001 року в селі мешкало 428 осіб.

### Мова
Розподіл населення за рідною мовою за даними перепису 2001 року:
| Мова       | Відсоток |
| ---------- | -------- |
| українська | 90,21 %  |
| російська  | 8,39 %   |
| білоруська | 0,70 %   |
| вірменська | 0,70 %   |